# Kūsehhā
Kūsehhā (persiska: کوسه ها, Kūsheh, Kūseh Hā, Kūseh) är en ort i Iran.   Den ligger i provinsen Kermanshah, i den västra delen av landet, 500 km väster om huvudstaden Teheran. Kūsehhā ligger 801 meter över havet och antalet invånare är 180.
Terrängen runt Kūsehhā är kuperad åt nordväst, men åt sydost är den bergig. Runt Kūsehhā är det ganska tätbefolkat, med 60 invånare per kvadratkilometer. Närmaste större samhälle är Sarpol-e Z̄ahāb, 12,0 km nordväst om Kūsehhā. Omgivningarna runt Kūsehhā är i huvudsak ett öppet busklandskap.